# Gustavs Celmiņš
Gustavs Celmiņš (deutsch Gustav Celmins, * 1. April 1899 in Riga, Russisches Kaiserreich; † 10. April 1968 in San Antonio, USA) war ein lettischer Politiker, Führer der radikal-nationalistischen Organisationen Feuerkreuz und Donnerkreuz.

## Leben
Gustavs Celmiņš besuchte die Handelsschule der Rigaer Börse und setzte, nachdem Riga 1915 zur Frontstadt im Ersten Weltkrieg geworden war, seine Schulausbildung in Moskau fort und schloss sie dort ab. Im Jahre 1917 studierte er am Rigaer Polytechnischen Institut, das nach Moskau evakuiert worden war. Nach der Oktoberrevolution kehrte Celmiņš nach Lettland zurück.
Im Jahre 1918 trat Celmiņš in die neu gegründete Lettische Armee ein, wo er im Folgejahr zum Leutnant avancierte. 1920 wurde er zum Militärattaché in Polen ernannt.
Nachdem Celmiņš 1924 aus der Armee ausgeschieden war, arbeitete er von 1925 bis 1927 im Außenministerium Lettlands als Sekretär des Ministers. Anschließend arbeitete Celmiņš im Finanzministerium Lettlands. Als am 24. Januar 1932 die radikal-nationalistische Gruppe Feuerkreuz (lettisch Ugunskrusts) gegründet wurde, übernahm Celmiņš die Funktion ihres Führers. Nach dem Verbot der Gruppe Feuerkreuz durch die lettische Regierung gründete Celmiņš die radikal-nationalistische lettische Volksbewegung Donnerkreuz (lettisch Pērkonkrusts (Latviešu Tautas Apvienība)). Nach dem Staatsstreich vom 15. Mai 1934 durch Kārlis Ulmanis wurde Celmiņš verhaftet, die dreijährige Gefangenschaft endete 1937 mit seiner Ausweisung.
Celmiņš begab sich nach Italien und anschließend in die Schweiz, wo er in Zürich verhaftet und ausgewiesen wurde. Später lebte er in Rumänien, wo er Kontakte zur Eisernen Garde unterhielt. Danach siedelte er nach Finnland um, da seine Frau Finnin war. Dort führte Celmiņš das „ausländische Kontaktbüro“ von Donnerkreuz. Im von der Sowjetunion im November 1939 gegen Finnland begonnenen Winterkrieg kämpfte Celmiņš als Freiwilliger in der finnischen Armee. Nach dem Ende des Krieges zog Celmiņš ins Großdeutsche Reich.
Celmiņš kehrte 1941 im Zuge des Unternehmens Barbarossa nach Lettland zurück, um wieder als Führer des Donnerkreuzes zu wirken. Dort half er einerseits den deutschen Besatzern, lettische Freiwillige für die Schutzmannschaften (Schuma) zu rekrutieren, andererseits verabscheute er den Nationalsozialismus und verbreitete einzelne antinazistische Flugblätter. Er stand in Verbindung zum finnischen Geheimdienst und veröffentlichte die Untergrundzeitung Brīvā Latvia (lettisch: Freies Lettland), von der 1943 und Anfang 1944 insgesamt 13 Ausgaben erschienen.
Am 14. März 1944 verhaftete ihn die Gestapo wegen illegaler Untergrundtätigkeit. Celmiņš wurde in das Konzentrationslager Flossenbürg und von dort nach Dachau gebracht. Bis Kriegsende blieb Celmiņš „Sonderhäftling“ und wurde noch in den letzten Kriegstagen gemeinsam mit anderen Prominenten als Geisel der SS von Dachau über Innsbruck nach Niederdorf im Pustertal verlegt. Am 4. Mai 1945 wurden die Häftlinge am Pragser Wildsee durch die 5. Armee der USA befreit.
Nach seiner Befreiung übersiedelte Celmiņš nach Italien. Dort gab er in Rom erneut eine Zeitung mit dem Titel Brīvā Latvija heraus. Im Jahre 1949 zog er in die USA. Dort arbeitete er von 1950 bis 1952 als Berater. In den Jahren von 1954 bis 1956 betätigte sich Celmiņš in Mexiko als Industrieller. Im Jahre 1956 ging Celmiņš nach San Antonio in Texas, wo er bis 1958 als Bibliothekar an der Trinity University arbeitete. Im Jahre 1959 erhielt er eine Professur am „Zentrum für russische Studien“ an der dortigen St. Mary’s University.
Gustavs Celmiņš starb am 10. April 1968 in San Antonio.

## Ehrungen
Im Jahre 1921 wurde Celmiņš mit dem Lāčplēsis-Orden ausgezeichnet.